# Lope de Rueda
Lope de Rueda (Siviglia, 1500 circa – Cordova, 1565 circa) è stato un drammaturgo spagnolo.
Di origini assai umili, Rueda si avvicinò al teatro come attore, giungendo a formare una propria compagnia nel 1554, con la quale si esibì nei teatri delle maggiori città spagnole.
Il teatro di Rueda, lodato da Miguel Cervantes e pubblicato postumo dall'amico editore Juan de Timoneda nel 1567, comprende quattro commedie: Eufemia, Armelina, Los engañados e Medora, chiaramente ispirate alla produzione drammatica italiana; un'altra commedia, Discordia y questión de amor, fu stampata nel 1617. Ha composto anche dei Colloquios pastoriles, una decina di pasos e l'Auto de Naval y Abigail.
Più che nelle commedie, prive di autentiche originalità, il vivace talento di Rueda trova la sua espressione migliore nei pasos, brevi scenette comiche, finemente abbozzate, in cui un ingenuo e disarmante gusto per il comico dà origine a saporite vignette di vita popolana tratteggiate con colorita arguzia.